# 岡力
岡 力（おか りき、1975年3月11日-）は、日本のクリエイティブディレクター、コラムニスト、放送作家、イラストレーター。オカリキ商店代表、一般社団法人日本放送作家協会・関西支部事務局長、大阪芸術大学短期大学部メディア・芸術学科客員教授、桃山学院大学経済学部ゲスト講師、心斎橋大学放送作家養成スクール講師、神戸電子専門学校グラフィックデザイン学科講師、株式会社立成社顧問、株式会社荒木造園設計顧問、OSAKA SPORTS GROOVE by 舞洲プロジェクト事務局顧問、関西演芸推進協議会 会員、室戸応援隊「ムロトエイキーズ」。

## エピソード
大阪府吹田市出身。金光第一高等学校、成安造形大学造形学部デザイン科卒業。血液型：O型。関西のローカル文化をテーマにした「アホと呼ばれた80’s」（エンタイトル出版）で出版デビュー。

## 仕事歴
テレビ・ラジオ番組企画・構成・制作協力
- バトラク（関西テレビ ・2001年〜2003年終了）
- バットファクトリー（テレビ大阪・ 2003年終了）
- バトラク「心癒しま専科？ラブヘルパー」（関西テレビ ・2003年終了）
- バトラク「キワモノ注意！」（関西テレビ・2003年終了）
- 劇漫ティービー「激殺女蠍野球団」（テレビ東京・ 2004年終了)
- 小畑由香里のGO！GO！MIU（ラジオ大阪・ 2003年終了）
- GOYODA（ラジオ大阪・ 2003年終了）
- J:COMアワーかみじょうたけし（J:COM）
- ロッテレビ（J:COM）
- OSAKA　LOVER　大阪人の新常識（テレビ大阪・2023年終了）
- 日経スペシャル　チャリキシャ！関西グルっと新発見（テレビ大阪）

広告制作
- 中川家「兄弟喧嘩」ポスター（吉本興業・2002年制作）
- ココリコライブ 「動物バカと野球バカ」ポスター（ファンダンゴ・2000年制作）
- 鉄腕アトム× 宝塚市 観光ポスター（宝塚市・1999年制作）
- 大阪エヴェッサ ロゴ、キャラクター（ヒューマンプランニング・2005年制作）
- 大阪ゴールドビリケーンズ ロゴ、キャラクター（関西独立リーグ・2009年制作）

出版プロデュース
- アスレツ（先駆舎 ・2000年出版）
- まるごとコナンちゃんBOOK（先駆舎・ 2003年出版）
- amour（先駆舎・ 2003年出版）
- 小倉優子と京都デート（大広 ・2003年発売）

著書

## 著書
- アホと呼ばれた80’s（エンタイトル出版 ・2007年出版）
- 噂の内股シェフ　～ゲップの出る大阪食ばなし～ (レベル ・2010年出版）
- 関西トラウマ図鑑 (星雲社・ 2011年出版)
- アーユーハッピー？Oh!二度漬けラジオファンブック（レベル・ 2017年出版）

## メディア出演
- おちゃのこSaiSai（J:COM ・2016年3月終了）
- Oh! 二度漬けラジオ（YES-fm・2020年5月終了）

## コラム連載
- 澪漂（大阪日日新聞 ・2009年5月終了）
- 大阪ロマン紀行（大阪日日新聞・2016年4月終了）
- 第二のプレイボール 二のプレイボール（月刊神戸っ子・  2016年12月終了）
- OSKこれってエエなぁ大人の社会見学（大阪スポーツ ・2019年終了）
- 岡力の「翔んで異国気分！」（神戸市消防局監修「雪 」・2020年終了）
- ぶっちゃけファミリー劇場（MESEE）
- 神戸のカクシボタン（月刊神戸っ子）
- 出待ちしてもいいですか？（月刊神戸っ子）
- 続・第二のプレイボール（月刊神戸っ子・2021年終了）
- 球友再会（月刊神戸っ子・2024年終了）
- 岡力の「のぞき見雑記帳」（大阪日日新聞・2023年終了）
- あての履歴書（大阪スポーツ・九州スポーツ・2022年終了）
- おしえてアゲル！私のトリ娘。（大阪スポーツ・九州スポーツ・2022年終了）
- 合間日和ーあいまびよりー（神戸市消防局監修「雪」・2021年終了）